# Bar Refaeli

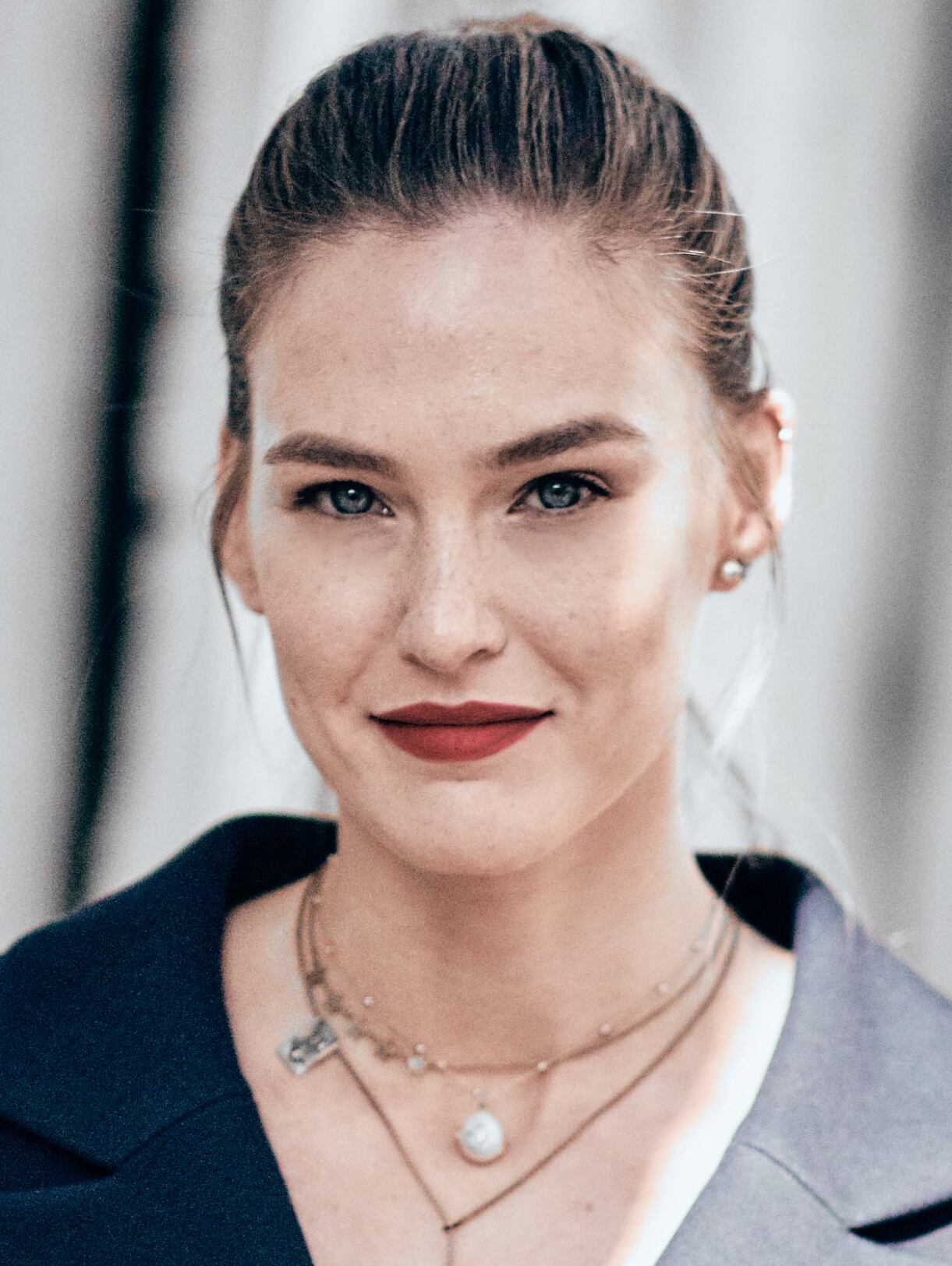
Bar Refaeli 2019

Bar Refaeli (hebräisch בר רפאלי; * 4. Juni 1985 in Hod haScharon) ist ein israelisches Model.

## Leben
Refaeli wurde in eine säkulare jüdische Familie geboren. Ihre Großeltern stammen aus Litauen, Italien und Polen. Ihre Mutter, Tzipi Levine, war bereits als Model erfolgreich.
Sie wuchs auf der Pferderanch ihrer Eltern in Hod haScharon auf. Bereits im Alter von acht Monaten stand sie erstmals für Werbe- und Fotoaufnahmen Modell. Da sie als Zwölfjährige eine Zahnspange tragen musste, ließ sie diese Tätigkeiten drei Jahre lang ruhen.
2003 heiratete Refaeli im Alter von 18 Jahren einen älteren Freund der Familie. Dadurch entging sie dem in Israel auch für Frauen obligatorischen zweijährigen Wehrdienst, von dem Verheiratete ausgenommen sind. Wenig später wurde die Ehe wieder geschieden. Später war sie fünf Jahre lang mit dem US-amerikanischen Schauspieler Leonardo DiCaprio liiert. 2015 heiratete sie den Geschäftsmann Adi Ezra, den Leiter des Unternehmens Neto ME Holdings Ltd, eines Lebensmittelimporteurs. Mit ihm hat sie zwei Töchter und einen Sohn.

## Karriere

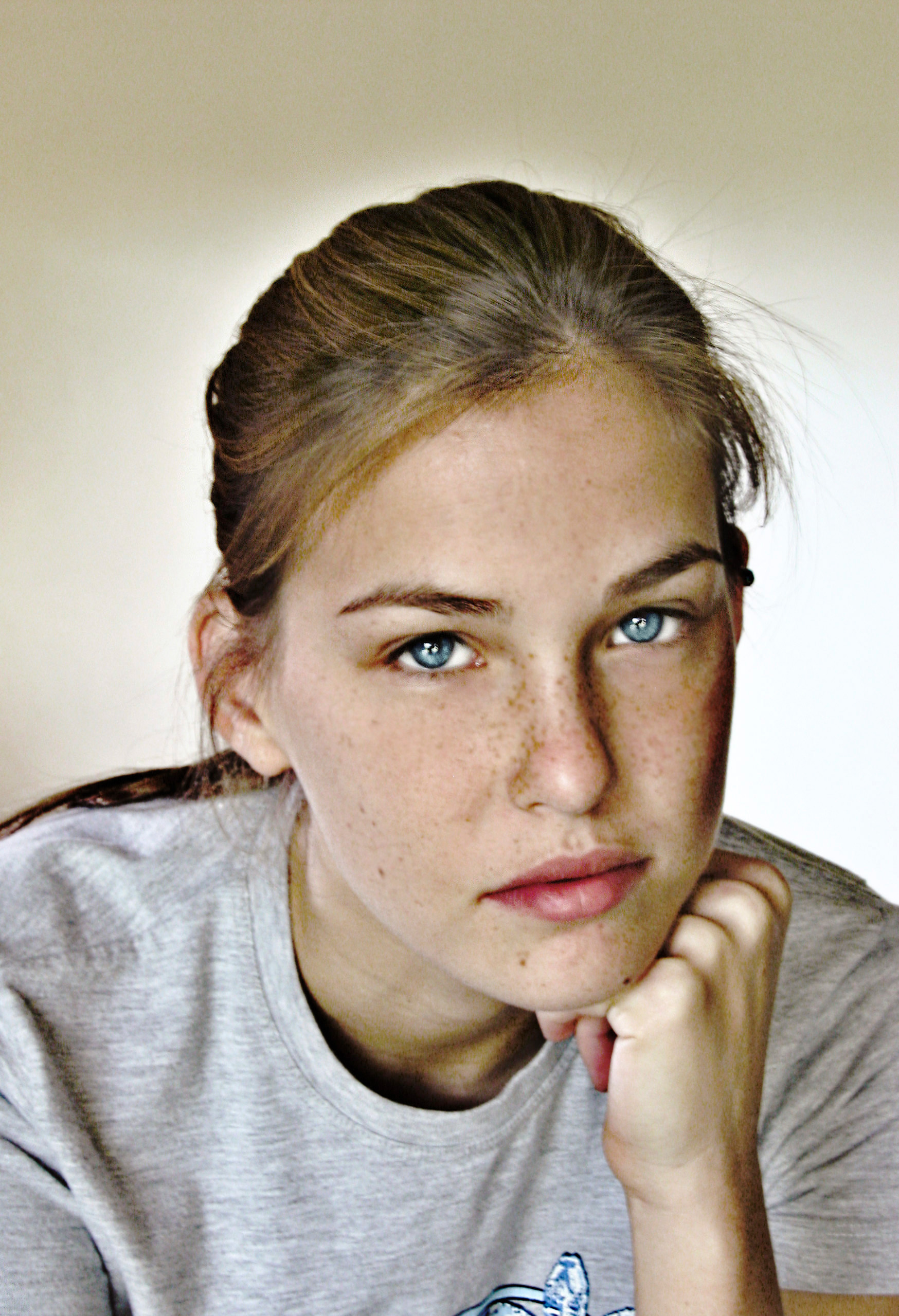
Bar Refaeli im Alter von 18 Jahren, 2003

Nach ihrem 15. Geburtstag posierte Refaeli für Modemagazine und trat in einer Fernsehwerbung auf. In den Jahren 2000 und 2001 gewann sie zweimal in Folge einen Schönheitswettbewerb, der sie zum „Model of the Year“ kürte. Von da an ging ihre Karriere steil aufwärts und sie arbeitete 2002 und 2003 als Frontmodel für die Linie eines Modelabels. Auch außerhalb von Israel festigte sich ihr Ruf; sie zierte das Cover der französischen Elle viermal innerhalb von zwei Monaten und posierte für den Victoria’s Secret-Katalog. Hinzu kam die Titelseite der italienischen Ausgabe der Zeitschrift GQ. Die Sports Illustrated Swimsuit Issue fotografierte sie für jede Ausgabe von 2007 bis 2010 sowie 2012, dabei zierte sie 2009 das Cover. Darüber hinaus arbeitete sie Anfang 2008 als Starmodel für den Otto-Versand. Das britische Männermagazin Arena wählte Bar Refaeli zum „Body of the Year 2008“. 2012 wählte sie das amerikanische Männermagazin Maxim zur „schönsten Frau der Welt“.
2012 saß Refaeli in der Jury der Sat.1-Model-Castingshow Million Dollar Shooting Star.
Am 26. Januar 2019 wurde ihre Teilnahme als Moderatorin am Eurovision Song Contest 2019 in Tel Aviv bekannt. Der Wettbewerb fand am 18. Mai 2019 statt. Refaeli moderierte an der Seite von Erez Tal, Assi Azar und Lucy Ayoub.

## Kontroversen und Verurteilung wegen Steuerhinterziehung
Im Herbst 2007 erregte sie durch ein Interview mit der Tageszeitung Jedi’ot Acharonot großes Aufsehen, das unter der Schlagzeile „Bar Refaeli versus the State of Israel“ veröffentlicht wurde. Sie wurde darin mit der Aussage zitiert: „Warum ist es gut, für unser Land zu sterben? Ist es nicht besser, in New York zu leben?“ So bereue sie auch nicht, ihren Militärdienst nicht abgeleistet zu haben. Refaeli verklagte die Zeitung, da sie im Interview falsch wiedergegeben worden sei.
Ihre Weigerung, den Wehrdienst abzuleisten, führte zum Aufruf eines israelischen Generals, von ihr beworbene Produkte zu boykottieren.
2013 kritisierte das israelische Militär eine PR-Kampagne des Außenministeriums, die das Image des Landes verbessern sollte und an der Bar Refaeli beteiligt war.
Im Herbst 2018 sorgte eine Werbekampagne mit Refaeli für Aufsehen, in der das Ablegen des Niqab als Akt der Befreiung dargestellt wurde.
Im Mai 2019 entschied die israelische Steuerbehörde, dass Refaeli umgerechnet 2 Millionen Euro Steuern an den israelischen Staat nachzahlen müsse. Zudem müsse sie die Kosten für das Verfahren gegen sie tragen. Refaeli hatte ihre Verdienste in Israel und im Ausland nicht vollständig angegeben. Das Gericht entschied, Refaeli habe – anders als von ihr selbst angegeben – ihren Lebensmittelpunkt in den strittigen Steuerjahren seit 2009 in Israel gehabt. Im Juli 2020 wurden sie und ihre Mutter in Israel wegen Steuerhinterziehung schuldig gesprochen; beide waren geständig. Refaeli wurde zu neun Monaten Sozialdienst verpflichtet, während ihre Mutter als ihre Managerin zu einer 16-monatigen Haftstrafe verurteilt wurde. Zur Nachzahlung kamen 1,3 Millionen Euro Strafe.

## Filmografie
- 1994: Kofikor (Fernsehserie, Folge 1x07)
- 2010: Shir Al Hayam (Kurzfilm)
- 2011: Session
- 2013: Kidon

## Auszeichnung
- 2013 Vienna Award in der Kategorie Style Icon